# Цапан, Лука
Лука Цапан (хорв. Luka Capan; родился 6 апреля 1995 года в Вараждине, Хорватия) — хорватский футболист, защитник клуба «Кифисья».

## Клубная карьера
Цапан — воспитанник клубов «Загреб» и «Динамо» из своего родного города. 8 марта 2014 года в матче против «Славен Белупо» он дебютировал во чемпионате Хорватии, в составе последнего. Лука помог команде дважды выиграть чемпионат и завоевать Кубок Хорватии.
Летом 2015 года из-за высокой конкуренции Цапан перешёл в «Локомотива». 13 июля в матче против «Сплита» он дебютировал за новую команду. 6 ноября в поединке против запрешичского «Интера» Лука забил гол.

## Достижения
«Динамо» (Загреб)
- Чемпион Хорватии (2): 2013/14, 2014/15
- Обладатель Кубка Хорватии (1): 2014/15
- Финалист Кубка Хорватии (1): 2013/14
- Финалист Суперкубка Хорватии (1): 2014

«Риека»
- Вице-чемпион Хорватии (2): 2017/18, 2018/19
- Обладатель Кубка Хорватии (2): 2018/19, 2019/20
- Финалист Суперкубка Хорватии (1): 2019